# Higuera de la Serena (kommunhuvudort)
Higuera de la Serena är en kommunhuvudort i Spanien.   Den ligger i provinsen Provincia de Badajoz och regionen Extremadura, i den centrala delen av landet, 260 km sydväst om huvudstaden Madrid. Higuera de la Serena ligger 477 meter över havet och antalet invånare är 1 112.
Terrängen runt Higuera de la Serena är platt åt nordost, men åt sydväst är den kuperad. Runt Higuera de la Serena är det glesbefolkat, med 17 invånare per kvadratkilometer. Närmaste större samhälle är Zalamea de la Serena, 7,0 km öster om Higuera de la Serena. 